# Єрьоменко Василь Сергійович
Василь Сергійович Єрьоменко — старший матрос Збройних сил України, учасник російсько-української війни.

## Нагороди
- медаль «За військову службу Україні» (2022) — ''за особисту мужність і самовіддані дії, виявлені у захисті державного суверенітету та територіальної цілісності України, вірність військовій присязі.[1]